# Один цент (Свобода з діадемою)
Цент із зображенням Свободи в короні — монета США номіналом 1 цент. Чеканилась від 1816 до 1857 року. Існує два основних типи монети (до та після 1839 року).

## Історія

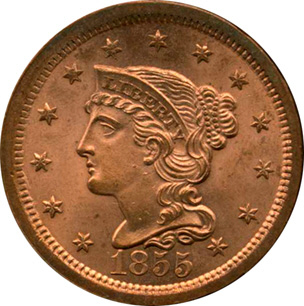
Аверс цента 1855 року

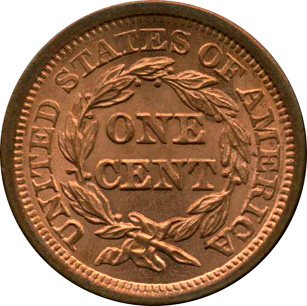
Реверс цента 1855 року

1816 року змінено дизайн одноцентової монети. Свобода на монеті попереднього типу виглядала в класичному стилі античних зображень. При цьому на її волоссі була стрічка з написом «LIBERTY», яку не носили жінки, її присуджували лише хлопчикам-атлетам, які перемогли у змаганнях.
На монетах нового типу гравер Роберт Скотт замінив стрічку короною. 1839 року інший гравер Крістіан Гобрехт змінив зображення і зачіску Свободи, а також доповнив діадему перловою ниткою, що обрамляє волосся і дещо видозмінивши портрет.
Усі монети цього типу карбувалися на монетному дворі Філадельфії.

## Тираж
| Рік       | Відкарбоване у Філадельфії |
| --------- | -------------------------- |
| 1816      | 2 820 982                  |
| 1817      | 3 948 400 (близько 10)     |
| 1818      | 3 167 000                  |
| 1819      | 2 671 000 (близько 10)     |
| 1820      | 4 407 550 (близько 10)     |
| 1821      | 389 000 (близько 20)       |
| 1822      | 2 072 339 (близько 20)     |
| 1823–1824 | 1 262 000 (близько 20)     |
| 1825      | 1 461 100 (близько 10)     |
| 1826      | 1 517 425                  |
| 1827      | 2 357 732 (близько 20)     |
| 1828      | 2 260 624 (близько 10)     |
| 1829      | 1 414 500 (близько 20)     |
| 1830      | 1 711 500 (близько 20)     |
| 1831      | 3 359 260 (близько 20)     |
| 1832      | 2 362 000 (близько 10)     |
| 1833      | 2 739 000 (близько 10)     |
| 1834      | 1 855 100 (близько 20)     |
| 1835      | 3 878 400 (близько 10)     |
| 1836      | 2 111 000 (близько 10)     |
| 1837      | 5 558 300 (близько 20)     |
| 1838      | 6 370 200 (близько 20)     |
| 1839      | 3 128 661                  |
| 1840      | 2 462 700 (близько 20)     |
| 1841      | 1 597 367 (близько 30)     |
| 1842      | 2 383 390 (близько 20)     |
| 1843      | 2 425 342 (близько 20)     |
| 1844      | 2 398 752 (близько 30)     |
| 1845      | 3 894 804 (близько 20)     |
| 1846      | 4 120 800 (близько 30)     |
| 1847      | 6 183 669 (близько 20)     |
| 1848      | 6 415 799 (близько 20)     |
| 1849      | 4 178 500 (близько 20)     |
| 1850      | 4 426 844 (близько 20)     |
| 1851      | 9 889 707                  |
| 1852      | 5 063 094 (близько 20)     |
| 1853      | 6 641 131                  |
| 1854      | 4 236 156 (близько 30)     |
| 1855      | 1 574 829 (близько 100)    |
| 1856      | 2 690 463 (близько 150)    |
| 1857      | 333 456 (близько 200)      |

(у дужках позначено кількість монет якості пруф)
Сумарний тираж монети становить понад 128 мільйонів примірників.